# بخش اشکنان
بخش اَشکَنان نام بخشی است از توابع شهرستان لامِرد در استان فارس واقع در جنوب ایران.

## تقسیمات کشوری
- بخش اَشکَنان
  - دهستان اشکنان
  - دهستان کال

شهرها: اشکنان و اهل

## جمعیت
بنابر سرشماری مرکز آمار ایران، جمعیت بخش اشکنان شهرستان لامِرد در سال ۱۳۹۵ برابر با ۲۱٬۵۰۸ نفر شامل ۱۰٬۹۹۲ زن و ۱۰٬۵۱۶ مرد بوده‌است. طبق این سرشماری ۵٬۶۹۳ خانوار در بخش اشکنان زندگی می‌کردند.